# Hugo IV van Maine
Hugo IV van Maine (circa 1018/1022 - 26 maart 1051) was van 1036 tot aan zijn dood graaf van Maine. Hij behoorde tot het huis der Hugoniden.

## Levensloop
Hugo IV was de zoon en erfgenaam van graaf Herbert I van Maine en diens onbekend gebleven echtgenote.
Toen hij in 1036 zijn vader opvolgde als graaf van Maine, was Hugo nog minderjarig. Hierdoor werd hij onder het regentschap geplaatst van zijn grootoom Herbert Baco. Deze was echter een aanhanger van het huis Anjou, de leenheer van de graven van Maine, wat de weerstand opriep van Gervais van Bellême, de bisschop van Le Mans en een hevig tegenstander van de Angevijnen. Op een algemeen concilie in Le Mans zorgde Gervais ervoor dat Herbert Baco werd afgezet en verbannen, om daarna Hugo volwassen te verklaren. Vanaf dan was de bisschop van Le Mans de feitelijke machthebber van Maine.
Bellême bemiddelde ook een huwelijk tussen de graaf en Bertha; een zus van graaf Theobald III van Blois, wiens familie een traditionele vijand was van het huis Anjou. Dit riep argwaan op bij graaf Godfried II van Anjou, die in 1048 Le Mans innam en Gervais van Bellême gevangenzette. 
Vanaf dan had het huis Anjou de facto de macht over het graafschap Maine. In 1050 werd bisschop Gervais na zijn vrijlating verbannen naar Normandië. Daar wist hij Willem de Veroveraar voor zijn zaak te winnen, met als gevolg een conflict tussen Angevijnen en Normandiërs om het graafschap Maine, dat generaties lang bleef aanslepen. Hugo IV van Maine zelf stierf in 1051.

## Huwelijk en nakomelingen
Op 14 april 1046 huwde hij met Bertha van Blois (overleden in 1085). Ze kregen twee kinderen:
- Herbert II (overleden in 1062), graaf van Maine
- Margaretha (overleden in 1063), in 1062 verloofd met Robert Curthose